# Dick Simon Racing
Dick Simon Racing var ett amerikanskt racingteam grundat och ägt av Dick Simon.

## Historia
Simon startade teamet 1983 och tävlade i CART under sex års tid, samt lade till en bil för brasilianske förre formel 1-föraren Raul Boesel 1985. Boesel lämnade teamet efter säsongen 1987 och ersattes av Arie Luyendyk. Dessutom började Simon alltmer sälja körningar till mindre lyckosamma förare med stora plånböcker. Först säsongen 1989 började stallet ha två fullt finansierade bilar att köra med, då Scott Brayton anslöt till Luyendyk. Efter säsongen bytte dock Luyendyk till Vince Granatelli Racing, vilket lämnade Simon maktlös att göra annat än att låta den inte alltför talangfulle japanen Hiro Matsushita ta med sig pengar ifrån Panasonic till teamet. 
Boesel återvände till teamet 1992, och nådde en niondeplats i mästerskapet, innan han 1993 nästan lyckades ta både sin och stallets första seger i Indianapolis 500. Ett tag var Boesel med och tävlade om mästerskapet, men han kunde inte bibehålla sin form under seriens andra halva, men sjönk till femteplats under säsongens andra halva, men även det var stallets största framgång någonsin. Boesel körde bra även under 1994, och slutade sjua, men han lämnade teamet efter säsongen, och 1995 blev en misslyckad säsong för Simon, som valde att lämna CART.
Simon sålde tillgångarna till Team Scandia i den nya serien Indy Racing League. Tre år senare kom teamet dock tillbaka med fransmannen Stéphan Grégoire bakom ratten. Framgångarna uteblev dock, och efter att Grégoire missat att kvala in till 2001 års Indianapolis 500, lades teamet ned för gott.